# Bear Grylls: Get Out Alive
Bear Grylls: Get out Alive (Originaltitel: Get Out Alive with Bear Grylls) ist eine US-amerikanische Reality-Wettkampfserie, die vom Abenteurer und Überlebenskünstler Bear Grylls moderiert wird.

## Format
Mit Bear Grylls als Führer kämpfen zehn Zweierteams in der Wildnis Neuseelands ums Überleben. Die Teams müssen verschiedene Aufgaben und Missionen bewältigen, die oftmals in schwierigen Gelände wie etwa auf hohen Bergen, Gletschern, in Schluchten, im Regenwald und in Flüssen oder Stromschnellen stattfinden. Jede Woche wählt Bear Grylls ein Team aus, das er nach Hause schickt. Das letzte verbleibende Team erhält ein Preisgeld von 500.000 US-Dollar.

## Entwicklung und Produktion
Im Oktober 2012 gab NBC grünes Licht für die Produktion von acht Episoden der Fernsehserie. Die Castings für die Kandidaten fanden im Dezember 2012 und Januar 2013 in neun Städten in den USA statt. Die Serie wurde auf der Südinsel Neuseelands gedreht.